# اعتراض المظلة
في دورة المياه، اعتراض المظلة (بالإنجليزية: Canopy interception)‏، هو الجزء الذي يتم اعتراضه عند هطول المطر من قبل أوراق الشجر والنبات، ويتبخر في نهاية المطاف ويعود إلى الغلاف الجوي بدلاً من السقوط على الأرض. 
هناك العديد من الطرق لقياس اعتراض المظلة. الطريقة الأكثر استخداماً هي قياس هطول الأمطار فوق المظلة وطرح السقوط وتدفق الساق. ومع ذلك، فإن المشكلة مع هذا الأسلوب هو أن المظلة ليست متجانسة، مما يسبب صعوبة في الحصول على البيانات الدقيقة؛ وهناك طريقة أخرى حاولت تجنب هذه المشكلة، إذ يتم تغطية أرضية الغابة بأغطية من البلاستيك وتجميع مياه السقوط. وعيب هذه الطريقة هو أنها ليست مناسبة لفترات طويلة، لأنه في النهاية سوف تجف الأشجار بسبب نقص المياه، والطريقة هي أيضاً لا تنطبق على أحداث الثلوج.
طريقة هانكوك و كروثر تجنبت هذه المشاكل من خلال الاستفادة من تأثير ناتئ الفروع. إذ تُترك المياه على الأفرع وتصبح أكثر ثقلاً حتى تنحني. من خلال قياس النزوح، فمن الممكن تحديد كمية مياه اعتراض المظلة. هوانغ وآخرون. صقل هذا الأسلوب في وقت لاحق في عام 2005 من خلال الاستفادة من مقاييس الضغط. ومع ذلك، فإن عيوب هذه الأساليب هي أن المعلومات فقط عن فرع واحد يتم الحصول عليها وسيكون من المتعب جداً قياس شجرة بأكملها.